# سيد أباد ايلخاني (حسين أباد كرمان)
سید أباد ایلخاني (بالفارسية: سیدآباد ایلخانی) هي منطقة سكنية تقع في إيران في Hoseynabad Rural District. يقدر عدد سكانها بـ 646 نسمة .